# قارچ مرجانی پرشمار
قارچ مرجانی پرشمار (نام علمی: Multiclavula) نام یک سرده از راسته قارچ‌های کانثارلال است.